# Wendlandia litseifolia
Wendlandia litseifolia là một loài thực vật có hoa trong họ Thiến thảo. Loài này được F.C.How miêu tả khoa học đầu tiên năm 1948.